# 藤谷太輔
藤谷太輔（日语：／ Fujigaya Taisuke，1987年6月25日—），傑尼斯事務所旗下偶像團體Kis-My-Ft2的成員。出生於神奈川縣，血型AB型，身高175cm。1998年11月8日進入傑尼斯事務所成為小傑尼斯，2011年8月10日隨Kis-My-Ft2正式出道。

## 人物
- 視24歲為人生的分界線，以KinKi Kids為目標[2]。
- 事務所內的好友為龜梨和也、田中聖、塚田僚一、葉成龍[3]。
- 藝能界好友為窪田正孝、AAA的西島隆弘、諧星團體Trendy Angel的齋藤司（日语：斎藤司 (お笑い芸人)）。

## 音樂活動

### 個人曲目
1. Love meee 作詞: T.Fxxx/ Komei Kobayashi、作曲:Allan Eshuijs/Gertjan'Brainpower' Mulder/Marco Rakascan（收錄於Kis-My-Ft2第一張大碟Kis-My-1st）
2. xLunaSx 作詞：T.Fxxx、作曲：Steven Lee/The Goldfingerz/Drew Ryan Scott（收錄於Kis-My-Ft2第二張大碟「Good向前衝！」）
3. Think u x. 作詞：T.Fxxx/白井裕紀、作曲：重永亮介（收錄於Kis-My-Ft2第二張大碟「Good向前衝！」附贈的特典CD「Kis-My-Zero」）
4. LU4E〜Last Song〜 作詞：藤ヶ谷太輔、作曲：mr.cho/Lawrence lee/Kim Tesung（收錄於Kis-My-Ft2第四張大碟「Kis-My-Journey」）
5. You're Liar♡ 作詞：T.Fxxx、作曲：Johann Sebastian Bach（收錄於Kis-My-Ft2第五張大碟「I SCREAM」完全生産限定 4cups盤）
6. Life is Beautiful 〜大切なあなたへ〜 （Life is Beautiful 〜給重要的你〜）　作詞：藤谷太輔、作曲：SHIBU・YU-G（收錄於Kis-My-Ft2第六張大碟「MUSIC COLOSSEUM」通常盤）
7. REAL7 作詞：JOKER/Ayuko tanaka/藤ヶ谷太輔、作曲：CHINO（改編自KAT-TUN前成員田中聖的SOLO歌曲REAL7，並於少年俱樂部合唱過，但改編版並未收錄於任何CD當中）
8. MARIA 作詞・作曲：飯岡隆志、Rap詞：T.Fxxx(暫未收錄於任何CD當中)
9. Breaking The Dawn 作詞：AKIRA、作曲：KIYOHITO KOMATSU、DONNELLY JENNA MARY、VLAD ALEXANDRU VLADIMIR、OPRUTA ADRIAN GEORGE（於2016年12月於年台劇「JOHNNYS' ALL STARS ISLAND」演出，並未收錄入任何CD當中）
10. Sexy Peach - （此曲為於Kis-My-Ft2第六張大碟「MUSIC COLOSSEUM」初回生産限定盤B SPECIAL MOVIE「ボクらのミュージックコロシアム（我們的MUSIC COLOSSEUM）」的插入歌）
11. Love=X2U - （收錄於Kis-My-Ft2第八張大碟「FREE HUGS!」）

## 演出
粗體字為主演

### 電視劇
- 恐怖星期天 （怖い日曜日） 朋友J君 （1999年8月8日、NTV）飾 J君
- 下北SUNDAYS （下北サンデーズ）  （2006年7月13日－9月7日、朝日電視台） 飾 佐藤新
- 白虎隊 （2007年1月6、7日、朝日電視台） 飾 伊東又八
- 美咲No.1 （美咲ナンバーワン!!）（2011年1月12日－3月16日、NTV） 飾 九条和真
- 美食攝影記者 星井裕的事件簿2（月曜ゴールデン 美食カメラマン 星井裕の事件簿2）（2011年4月25日、TBS） 飾 北條ひかる
- 原來是美男 （美男ですね）（2011年7月15日－9月23日、TBS） 飾 藤城 柊
- 理想的兒子（理想の息子）（2012年1月14日－3月17日)、日本電視台）飾 三船憲吾
- 逝愛（シニカレ） （2012年5月28日－8月3日 、NOT TV） 飾 如月雅喜
- Beginners!（ビギナーズ！）（2012年7月12日－9月20日 、TBS） 飾 志村徹平
- Priceless無價人生 （PRICELESS〜あるわけねぇだろ、んなもん!〜） (2012年 10月22日－12月24日、富士) 飾 榎本 小太郎
- 假面教師 （仮面ティーチャー）(2013年7月6日、NTV)  飾 荒木剛太
  - 周五Roadshow 假面教師課外授業SP （金曜ロードショー 仮面ティーチャー課外授業SP）（2014年2月14日）
- 毛骨悚然撞鬼經驗 夏之特別篇2013 X醫院 （ほんとにあった怖い話 夏の特別編2013 Xホスピタル）（ 2013年8月17日、富士電視台) 飾 佐佐木直樹
- 獨身貴族 （独身貴族）(2013年10月10日－12月19日、富士電視台) 飾 川越裕太
- 信長協奏曲 （信長協奏曲） (2014年10月13日－12月22日、富士電視台) 飾 前田利家
- 平成舞祭組男 （平成舞祭組男） 第1話（2014年11月19日、日本電視台） 飾 パクパク製菓廣告演員
- MARS～只是、愛著你 （MARS～ただ、君を愛してる）（2016年1月24日－3月27日、日本電視台） 飾 樫野零
- 想打籃球、想談戀愛（バスケも恋も、していたい）（2016年9月19日－21日、富士電視台） 飾 土屋朝光
- 櫻子小姐的腳下埋著屍體（櫻子さんの足下には死体が埋まっている）（2017年4月23日－6月25日、富士電視台） 飾 館脇正太郎
- MIRROR TWINS（ミラー・ツインズ）飾 葛城圭吾、葛城勇吾
  - Season1（2019年4月6日－5月25日、富士電視台）
  - Season2（2019年6月8日-6月29日、WOWOW / 東海電視台）
- 無論生病的時候，健康的時候（やめるときも、すこやかなるときも）（2020年1月21日－3月24日、日本電視台） 飾 須藤壹晴
- 華麗一族（2021年4月18日－7月11日、WOWOW）  飾 萬俵銀平
- ConneXion（2021年6月25日－7月2日、dTV)  飾 將
- 沉迷男欠踢女（ハマる男に蹴りたい女）（2023年1月14日－3月18日、朝日電視台）飾 設樂紘一
- 潛入兄妹 特殊詐欺特命搜查官（潜入兄妹 特殊詐欺特命捜査官）第6話 - 最終話（2024年11月2日－12月14日、日本電視台）飾 鳳凰
- 加奈子的幸福殺手生活（幸せカナコの殺し屋生活）（2025年2月28日－、DMM TV）飾 櫻井

### 電影
- 劇場版 假面教師（2014年2月22日）飾 荒木剛太
- 信長協奏曲（2016年1月23日） 飾 前田利家
- 劇場版 MARS～只是、愛著你（2016年6月18日） 飾 樫野 零

### 舞台劇
- DREAM BOYS（2006年1月、帝國劇場）
- 瀧澤演舞城（2006年3月 - 4月、新橋演舞場）
- One! -the history of Tackey-（2006年9月、日生劇場）
- 瀧澤演舞城2007（2007年7月、新橋演舞場）
- DREAM BOYS（2007年9月、帝國劇場）
- World's Wing 翼Premium 2007（2007年10月、日生劇場）
- DREAM BOYS（2008年3月、帝國劇場）
- 瀧澤演舞城'08 命（LOVE）（2008年4月、新橋演舞場）
- 北山・藤ヶ谷DREAM BOYS（2008年4月、梅田藝術劇場）
- 橫尾・千賀・玉森・宮田・二階堂新春滝沢革命（2009年1月1日 - 27日、帝國劇場）
- 瀧澤演舞城'09 Takki&Lucky LOVE（2009年）
- 北山・藤谷PLAYZONE'09 從太陽來的信（2009年7月11日 - 8月9日、青山劇場、8月21日 - 8月26日、梅田藝術劇場）主演（北山・玉森・藤ヶ谷）
- 新春瀧澤革命（2010年1月1日 - 2月5日、帝國劇場）
- 新春人生革命（2010年1月8日 - 2月6日、帝國劇場）
- 少年們～沒有鐵欄的牢獄～（2010年9月3日 - 9月26日、日生劇場)
- 北山・千賀・宮田・藤谷・玉森瀧澤歌舞伎（2011年4月8日 - 5月8日、日生劇場）
- 初始之端（2014年5月11日 - 6月8日、東京Parco劇場·6月10日 - 13日、大阪森之宮Piloti Hall·6月20日 - 22日、九州北九州藝術劇場 大Hall）- 飾 藤井肇[4]
- TAKE FIVE（2015年5月13日－21日、東京赤坂ACT劇場・5月28日－31日、大阪・梅田藝術劇場）- 飾 帆村守
- TAKE FIVE2（2016年5月4日－25日、東京赤坂ACT劇場）- 飾 帆村守／真宮秋
- JOHNNYS' ALL STARS ISLAND（2016年12月3日－2017年1月24日、帝國劇場）
- そして僕は途方に暮れる（2018年3月6日－4月1日、Bunkamuraシアターコクーン・4月9日－15日、森ノ宮ピロティホール）- 飾 菅原裕一
- 野鴨-Vildanden-（2022年9月3日－18日、世田谷パブリックシアター・9月21日－25日、兵庫県立芸術文化センター 阪急中ホール）-飾 グレーゲルス・ヴェルレ

### 音樂劇
- 唐璜（ドン・ジュアン）（2019年8月30日－9月18日、TBS赤坂ACTシアター・10月1日－5日、刈谷市総合文化センター 大ホール）- 飾 唐璜

### 綜藝活動
- 百識～百で知るひとつの知識～（2006年10月 - 2007年3月、富士電視台）
- 百識（2007年4月 - 2007年9月、富士電視台）
- 百識王（2008年4月 - 2013年9月、富士電視台）
- はなまるマーケット（2009年2月、TBS）
- 戸塚祥太的代役裸之少年（朝日電視台）
- 天才製造！伽利略腦研（2010年1月16日、23日、朝日電視台）
- 食之賢人!新春戰役（2010年1月3日、朝日電視台）
- J's Teacher Kis-My-Ft2 藤谷太輔 遠東俄羅斯之行（2013年10月7日 - 12月23日、日本電視台）

### 廣告
- 銀座Calla 女性脫毛廣告「全身、戀愛。」
- Acnes labo 藥用抗痘護膚產品

## 外部連結
- 藤ヶ谷太輔 Kis-My-Ft2的Instagram帳戶